# Élection présidentielle nigérienne de 1999
L'élection présidentielle nigérienne de 1999 a lieu les 17 octobre et 24 novembre 1999 afin d'élire le président de la République du Niger. Huit mois après le coup d'État militaire, le colonel à la retraite Mamadou Tandja de l'ancien parti unique Mouvement national pour la société du développement succède au major Daouda Malam Wanké, le chef de la junte qui a assassiné le président Ibrahim Baré Maïnassara. Il s'agit de la deuxième élection présidentielle démocratique de l'histoire du pays, après celle de 1993.

## Contexte
Des élections de conseils locaux ont eu lieu en février 1999. Elles constituaient une étape de la décentralisation souhaitée, mais aussi une tentative de remise en place d'un processus démocratique après le mauvais souvenir des élections présidentielle et législatives qui ont suivi le coup d’État de 1996. Des violences et des irrégularités, perpétrées par des forces de sécurité et les membres du RDP-Jama’a, le parti créé par le général Baré Maïnassara, ont caractérisé à nouveau ces élections. La tension est restée vive entre le pouvoir et les partis d'opposition, s'ajoutant à des contestations de Baré Maïnassara au sein même de l'armée nigérienne dont il est issu et qui l'a porté au pouvoir. 
Deux jours après l'annonce des résultats des élections, le général Baré Maïnassara est assassiné sur le tarmac de l’aéroport militaire de Niamey par des membres de sa propre garde présidentielle.
Daouda Malam Wanké fait élaborer une nouvelle Constitution, adoptée par référendum en juillet 1999. Ce nouveau militaire aux commandes du pays, Wanké, dirige un gouvernement de transition, le Conseil de réconciliation nationale, vers une élection présidentielle démocratique, qui a lieu en octobre et novembre 1999.

## Candidats
Sept candidats briguent le fauteuil présidentiel dans un scrutin très ouvert, dont l'ancien président Mahamane Ousmane, élu en 1993 et renversé par un coup d'État militaire trois ans plus tard. 

## Résultats
Mamadou Tandja et Mahamadou Issoufou arrivent en tête du premier tour. Mahamane Ousmane a manqué de très peu la qualification au second tour de l'élection présidentielle.
Au second tour, le colonel à la retraite Mamadou Tandja l'emporte avec quasiment 60 % des suffrages.
| Candidats                | Candidats                  | Partis                   | Premier tour | Premier tour | Second tour | Second tour |
| Candidats                | Candidats                  | Partis                   | Voix         | %            | Voix        | %           |
| ------------------------ | -------------------------- | ------------------------ | ------------ | ------------ | ----------- | ----------- |
|                          | Mamadou Tandja             | MNSD                     | 617 320      | 32,33        | 1 061 731   | 59,89       |
|                          | Mahamadou Issoufou         | PNDS                     | 435 041      | 22,79        | 710 923     | 40,11       |
|                          | Mahamane Ousmane           | CDS-Rahama               | 429 827      | 22,51        |             |             |
|                          | Hamid Algabid              | RDP-Jama'a               | 206 763      | 10,83        |             |             |
|                          | Moumouni Adamou Djermakoye | ANDP-Zaman Lahiya        | 147 672      | 7,73         |             |             |
|                          | André Salifou              | UPDP-Chamoua             | 39 641       | 2,08         |             |             |
|                          | Amadou Ali Djibo           | UNI                      | 32 977       | 1,73         |             |             |
|                          |                            |                          |              |              |             |             |
| Votes valides            | Votes valides              | Votes valides            | 1 909 241    | 95,92        | 1 772 654   | 97,64       |
| Votes blancs et nuls     | Votes blancs et nuls       | Votes blancs et nuls     | 81 129       | 4,08         | 42 757      | 2,36        |
| Total                    | Total                      | Total                    | 1 990 370    | 100          | 1 815 411   | 100         |
| Abstention               | Abstention                 | Abstention               | 2 570 138    | 56,36        | 2 792 679   | 60,60       |
| Inscrits / participation | Inscrits / participation   | Inscrits / participation | 4 560 508    | 43,64        | 4 608 090   | 39,40       |

 Représentation des résultats du second tour :
| Mamadou Tandja (59,89 %) |  |  | Mahamadou Issoufou (40,11 %) |
| ▲                        |  |  |                              |
| Majorité absolue         |  |  |                              |